# Huhunuri
Huhunuri fou un regne elamita que s'esmenta cap al 2500 aC. Es creu que estava situat al sud-est de Susa, abans d'arribar a Anshan.